# Pociague
Pociague o Pociyagüe fue una localidad de la provincia de Segovia, perteneciente a la Comunidad de Villa y Tierra de Cuéllar, en la actual comunidad autónoma de Castilla y León (España). Su término municipal se incluye actualmente en la localidad de Escarabajosa de Cuéllar, barrio de la villa de Cuéllar. 
Situado al sur del Sexmo de Valcorba, distaba 4 km al sureste de Bahabón, a poco más de tres al sur de Minguela, a 7 al suroeste de Campaspero y a 7 al noreste de Cuéllar. Fue uno de los núcleos más importantes de su sexmo que hoy están despoblados, junto con Minguela y Hontalbilla del Monte.
Su etimología parece proceder de la unión de las palabras pozo y agua, aunque otras hipótesis mantienen que se trataría de pozo y Yagüe, entendiendo esta última como derivación o contracción medieval de Iacobe, del nombre latino de Iacobus, por lo que se trataría de Santi Yagüe (Santiago), resultando finalmente Pozo de Santiago, en alusión al dueño o constructor del pozo o antiguo poblador del lugar. Para diferenciarlo de la localidad de Pociaguillo, también fue conocido como Pociague el Mayor (citado como tal ya en 1247), Pociague el Grande o Pociague de Abajo.
Los únicos restos que existen de la localidad son las ruinas de su iglesia parroquial, las mejor conservadas de los despoblados de la zona, una cabaña o chozo circular y corrales pastoriles, algunos montones de piedra y tejas y el pozo público que surtía de agua a la población.